# بازة
بازة (بالفارسية: بازه) هي قرية تقع في قسم بيزكي الريفي (مقاطعة تشناران) في إيران. يقدر عدد سكانها بـ 164 نسمة بحسب إحصاء 2016.